# Canon PowerShot G7 X
G7 X Mark II
Le Canon PowerShot G7 X est un appareil photographique numérique compact annoncé par Canon le 15 septembre 2014. Il ne remplaçait aucun modèle de la gamme Canon mais il s'agissait d'un nouvel appareil destiné à concurrencer le Sony Cyber-shot DSC-RX100. Avec l'introduction du G7 X, il y eut trois modèles en parallèle dans la série Canon PowerShot G : le G16, le G1 X Mark II et le G7 X.
En 2016, Canon a introduit une nouvelle version de ce modèle, le Canon PowerShot G7 X Mark II équipé du nouveau processeur DIGIC 7.